# Cascata di Ohlsson
Con il termine Cascata di Ohlsson si intendono tutte quelle reazioni che avvengono nel duodeno che attivano gli enzimi preposti alla digestione proteica. Elemento chiave di questo processo è l'enteropeptidasi, che attiva il tripsinogeno convertendolo in tripsina. La tripsina attiva una serie di altri enzimi: il chimotripsinogeno convertendolo in chimotripsina, la proelastasi in elastasi, la procarbossipeptidasi in carbossipeptidasi. Tutti questi fattori sono enzimi proteolitici, che permettono la degradazione delle proteine ingerite con l'alimentazione in peptidi di minori dimensioni.